# کاگا ایکی
کاگا ایکی، کاگا ایکو-ایکی (به ژاپنی: 加賀一向一揆) که همچنان به عنوان پادشاهی دهقانی شناخته می‌شود، اوایل قرن شانزدهم در ولایت کاگا (در جنوب استان ایشیکاوای فعلی)، ژاپن پدید آمد. کاگا ایکی گروهی از ایکو-ایکی (شورشیان مذهبی)، کنفدراسیون کشاورزان دهقانی، راهبان و جیزامورای (جنگجویان دهقانی رده بالا) بود که از اعتقاد به شین بودیسم حمایت می‌کردند. اگرچه به‌طور اسمی تحت اقتدار رهبر معبد هونگان) بودند اما کنترل ایکو-یکی دشوار بود.
کاگا ایکی در سال ۱۴۸۷–۱۴۸۸ آغاز شد و تا سال ۱۵۸۰ ادامه داشت.